# Final del Grand Prix de patinaje artístico sobre hielo 2015-2016
La Final del Grand Prix de patinaje artístico sobre hielo de 2015 fue una competición internacional de la temporada 2015/2016 de patinaje artístico sobre hielo. Se realizó junto a la Final del Grand Prix Júnior. La competición se celebró entre el 10 y el 13 de diciembre de 2015 en Barcelona, por segunda vez consecutiva. Se otorgaron medallas en las disciplinas de patinaje individual masculino, femenino, en parejas y danza sobre hielo, en las categorías Sénior y Júnior. También, por primera vez en este evento,  se celebró una competición de patinaje sincronizado, en la que tomaron parte los equipos en los cinco primeros puestos del Campeonato del Mundo de Patinaje Sincronizado de 2015.

## Resultados en la categoría Sénior

### Patinaje individual masculino
| Clasificación | Nombre           | País   | Total  | Programa corto | Programa corto | Programa libre | Programa libre |
| ------------- | ---------------- | ------ | ------ | -------------- | -------------- | -------------- | -------------- |
| 1             | Yuzuru Hanyu     | Japón  | 330,43 | 1              | 110,95         | 1              | 219,48         |
| 2             | Javier Fernández | España | 292,95 | 2              | 91,52          | 2              | 201,43         |
| 3             | Shoma Uno        | Japón  | 276,79 | 4              | 86,47          | 4              | 190,32         |
| 4             | Patrick Chan     | Canadá | 263,45 | 6              | 70,61          | 3              | 192,84         |
| 5             | Jin Boyang       | China  | 263,45 | 3              | 86,95          | 5              | 176,50         |
| 6             | Daisuke Murakami | Japón  | 235,49 | 5              | 83,47          | 6              | 152,02         |

### Patinaje individual femenino
| Clasificación | Nombre               | País           | Total  | Programa corto | Programa corto | Programa libre | Programa libre |
| ------------- | -------------------- | -------------- | ------ | -------------- | -------------- | -------------- | -------------- |
| 1             | Yevguéniya Medvédeva | Rusia          | 222,54 | 1              | 74,58          | 1              | 147,96         |
| 2             | Satoko Miyahara      | Japón          | 208,85 | 4              | 68,76          | 2              | 140,09         |
| 3             | Yelena Radiónova     | Rusia          | 201,13 | 2              | 69,43          | 4              | 131,70         |
| 4             | Ashley Wagner        | Estados Unidos | 199,81 | 6              | 60,04          | 3              | 139,77         |
| 5             | Gracie Gold          | Estados Unidos | 194,79 | 5              | 66,52          | 5              | 128,27         |
| 6             | Mao Asada            | Japón          | 194,32 | 3              | 69,13          | 6              | 125,19         |

### Patinaje en pareja
| Clasificación | Nombre                             | País           | Total  | Programa corto | Programa corto | Programa libre | Programa libre |
| ------------- | ---------------------------------- | -------------- | ------ | -------------- | -------------- | -------------- | -------------- |
| 1             | Ksenia Stolbova / Fiódor Klímov    | Rusia          | 229,44 | 1              | 74,84          | 1              | 154,60         |
| 2             | Meagan Duhamel / Eric Radford      | Canadá         | 216,67 | 3              | 72,74          | 2              | 143,93         |
| 3             | Yuko Kavaguti / Aleksandr Smirnov  | Rusia          | 206,59 | 2              | 73,64          | 3              | 132,95         |
| 4             | Julianne Séguin / Charlie Bilodeau | Canadá         | 200,98 | 4              | 71,16          | 4              | 129,82         |
| 5             | Yu Xiaoyu / Jin Yang               | China          | 186,67 | 5              | 68,63          | 5              | 118,24         |
| 6             | Peng Cheng / Zhang Hao             | China          | 183,04 | 7              | 65,60          | 6              | 117,44         |
| 7             | Alexa Scimeca / Chris Knierim      | Estados Unidos | 177,42 | 6              | 68,14          | 7              | 109,28         |

### Danza sobre hielo
| Clasificación | Nombre                               | País           | Total  | Danza corta | Danza corta | Danza libre | Danza libre |
| ------------- | ------------------------------------ | -------------- | ------ | ----------- | ----------- | ----------- | ----------- |
| 1             | Kaitlyn Weaver / Andrew Poje         | Canadá         | 182,66 | 1           | 72,75       | 1           | 109,91      |
| 2             | Madison Chock / Evan Bates           | Estados Unidos | 177,55 | 2           | 71,64       | 3           | 105,91      |
| 3             | Anna Cappellini / Luca Lanotte       | Italia         | 176,37 | 3           | 70,14       | 2           | 106,23      |
| 4             | Maia Shibutani / Alex Shibutani      | Estados Unidos | 174,92 | 4           | 69,11       | 4           | 105,81      |
| 5             | Yekaterina Bobrova / Dmitri Soloviov | Rusia          | 166,73 | 6           | 65,43       | 5           | 101,30      |
| 6             | Madison Hubbell / Zachary Donohue    | Estados Unidos | 163,20 | 5           | 66,21       | 6           | 96,99       |

### Patinaje sincronizado
| Clasificación | Equipo        | País           | Total  | Programa libre |
| ------------- | ------------- | -------------- | ------ | -------------- |
| 1             | Paradise      | Rusia          | 131,09 | 1              |
| 2             | Rockettes     | Finlandia      | 127,66 | 2              |
| 3             | Nexxice       | Canadá         | 120,34 | 3              |
| 4             | Team Surprise | Suecia         | 118,48 | 4              |
| 5             | Haydenettes   | Estados Unidos | 106,81 | 5              |

## Resultados en categoría Júnior

### Patinaje individual masculino
| Clasificación | Nombre         | País           | Total  | Programa corto | Programa corto | Programa libre | Programa libre |
| ------------- | -------------- | -------------- | ------ | -------------- | -------------- | -------------- | -------------- |
| 1             | Nathan Chen    | Estados Unidos | 225,04 | 1              | 78,59          | 1              | 146,45         |
| 2             | Dmitri Aliev   | Rusia          | 211,22 | 2              | 76,78          | 2              | 134,44         |
| 3             | Sota Yamamoto  | Japón          | 205,31 | 3              | 72,85          | 4              | 132,46         |
| 4             | Vincent Zhou   | Estados Unidos | 204,56 | 4              | 70,48          | 3              | 134,08         |
| 5             | Daniel Samohin | Israel         | 184,68 | 5              | 69,48          | 5              | 115,20         |
| 6             | Roman Sadovsky | Canadá         | 168,40 | 6              | 59,37          | 6              | 109,03         |

### Patinaje individual femenino
| Clasificación | Nombre           | País  | Total  | Programa corto | Programa corto | Programa libre | Programa libre |
| ------------- | ---------------- | ----- | ------ | -------------- | -------------- | -------------- | -------------- |
| 1             | Polina Tsurskaya | Rusia | 195,28 | 1              | 66,69          | 1              | 128,59         |
| 2             | Maria Sotskova   | Rusia | 184,01 | 4              | 62,64          | 2              | 121,37         |
| 3             | Marin Honda      | Japón | 178,64 | 3              | 63,69          | 3              | 114,95         |
| 4             | Alisa Fedichkina | Rusia | 178,11 | 2              | 64,17          | 4              | 113,94         |
| 5             | Yūna Shiraiwa    | Japón | 173,82 | 5              | 60,68          | 5              | 113,14         |
| 6             | Mai Mihara       | Japón | 166,25 | 6              | 56,01          | 6              | 110,24         |

### Patinaje en pareja
| Clasificación | Nombre                                 | País            | Total  | Programa corto | Programa corto | Programa libre | Programa libre |
| ------------- | -------------------------------------- | --------------- | ------ | -------------- | -------------- | -------------- | -------------- |
| 1             | Yekaterina Borísova / Dmitri Sopot     | Rusia           | 171,86 | 1              | 60,29          | 1              | 111,57         |
| 2             | Anna Dušková / Martin Bidař            | República Checa | 162,33 | 3              | 55,78          | 2              | 106,55         |
| 3             | Amina Atajanova / Iliá Spiridonov      | Rusia           | 162,00 | 2              | 58,58          | 3              | 103,42         |
| 4             | Anastasia Gubanova / Alekséi Sintsov   | Rusia           | 157,09 | 4              | 54,88          | 4              | 102,21         |
| 5             | Renata Oganesian / Mark Bardei         | Ucrania         | 149,87 | 5              | 52,54          | 5              | 97,33          |
| 6             | Anastasia Poluyanova / Stepan Korotkov | Rusia           | 145,27 | 6              | 45,89          | 6              | 99,38          |

### Danza sobre hielo
| Clasificación | Nombre                               | País           | Total  | Danza corta | Danza corta | Danza libre | Danza libre |
| ------------- | ------------------------------------ | -------------- | ------ | ----------- | ----------- | ----------- | ----------- |
| 1             | Lorraine McNamara / Quinn Carpenter  | Estados Unidos | 158,26 | 1           | 65,90       | 1           | 92,36       |
| 2             | Alla Loboda / Pavel Drozd            | Rusia          | 150,86 | 3           | 64,01       | 2           | 86,85       |
| 3             | Rachel Parsons / Michael Parsons     | Estados Unidos | 144,41 | 2           | 64,91       | 5           | 79,50       |
| 4             | Betina Popova / Yuri Vlasenko        | Rusia          | 143,96 | 4           | 61,85       | 4           | 82,11       |
| 5             | Marie-Jade Lauriault / Romain Le Gac | Francia        | 141,44 | 5           | 57,97       | 3           | 83,47       |
| 6             | Anastasia Skoptcova / Kirill Aleshin | Rusia          | 134,61 | 6           | 56,51       | 6           | 78,10       |

## Medallero

### General
| Núm.                 | País            | Oro | Plata | Bronce | Total |
| -------------------- | --------------- | --- | ----- | ------ | ----- |
| 1                    | Rusia           | 4   | 3     | 3      | 10    |
| 2                    | Estados Unidos  | 2   | 1     | 1      | 4     |
| 3                    | Japón           | 1   | 1     | 3      | 5     |
| 4                    | Canadá          | 1   | 1     | 0      | 2     |
| 5                    | España          | 0   | 1     | 0      | 1     |
| 5                    | República Checa | 0   | 1     | 0      | 1     |
| align=left \| Italia | 0               | 0   | 1     | 1      |       |
| Total                | Total           | 8   | 8     | 8      | 24    |

### Sénior
| 1 | Rusia          | 2 | 0 | 2 | 4     |       |   |   |   |    |
| 2 | Japón          | 1 | 1 | 1 | 3     |       |   |   |   |    |
| 3 | Canadá         | 1 | 1 | 0 | 2     |       |   |   |   |    |
| 4 | España         | 0 | 1 | 0 | 1     |       |   |   |   |    |
| 4 | Estados Unidos | 0 | 1 | 0 | 1     |       |   |   |   |    |
| 5 | Italia 0       | 0 | 1 | 1 | Total | Total | 4 | 4 | 4 | 12 |

### Júnior
| 1 | Rusia             | 2 | 3 | 1 | 6     |       |   |   |   |    |
| 2 | Estados Unidos    | 2 | 0 | 1 | 3     |       |   |   |   |    |
| 3 | Japón             | 0 | 0 | 2 | 2     |       |   |   |   |    |
| 4 | República Checa 0 | 1 | 0 | 1 | Total | Total | 4 | 4 | 4 | 12 |